# Muramnja
La Muramnja (in russo Мурамня?) è un fiume dell'Estremo oriente russo che scorre nel Territorio di Chabarovsk).
Il fiume è un affluente di destra della Maja e sub-affluente dell'Aldan (bacino della Lena). Nasce sull'Altopiano della Judoma e della Maja; scorre in direzione mediamente sud-occidentale quasi parallelo al corso della Maja in cui sfocia a 782 km dalla foce. La lunghezza del fiume è di 128 km, l'area del bacino è di 1 130 km².